# Traditions de l'École polytechnique
Pour un article plus général, voir École polytechnique (France).

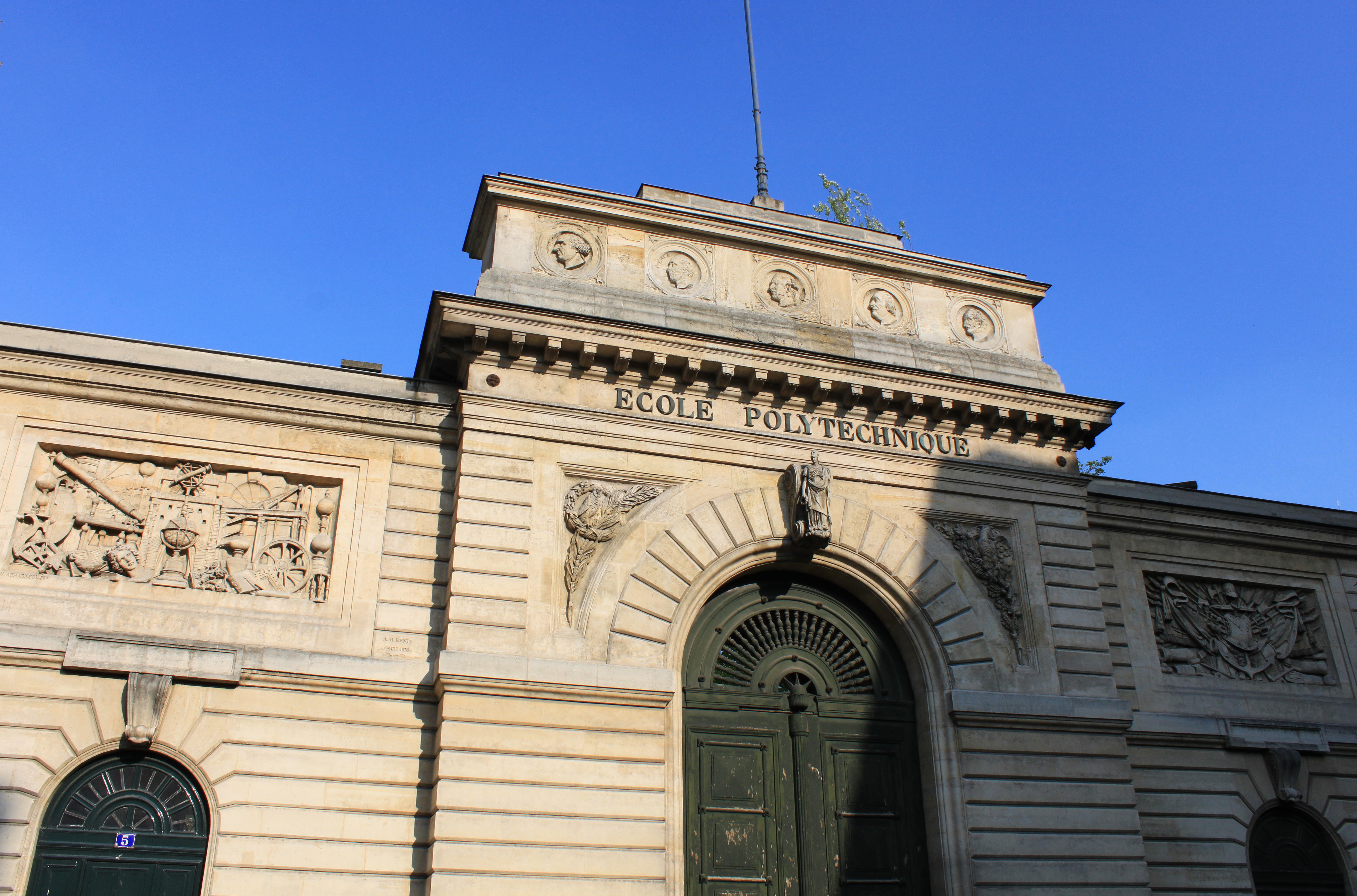
Fronton des bâtiments historiques, rue Descartes à Paris.

Les traditions de l'École polytechnique sont pour la plupart nées lors de la militarisation de l'École par Napoléon Ier en 1804. En constante évolution, elles n'ont cessé d'exister depuis, à l'exception d'une perte de certaines traditions entre 1968 et 1985. Ces différentes traditions structurent l'École et façonnent sa représentation dans l'imaginaire collectif en France.

## Esprit de corps

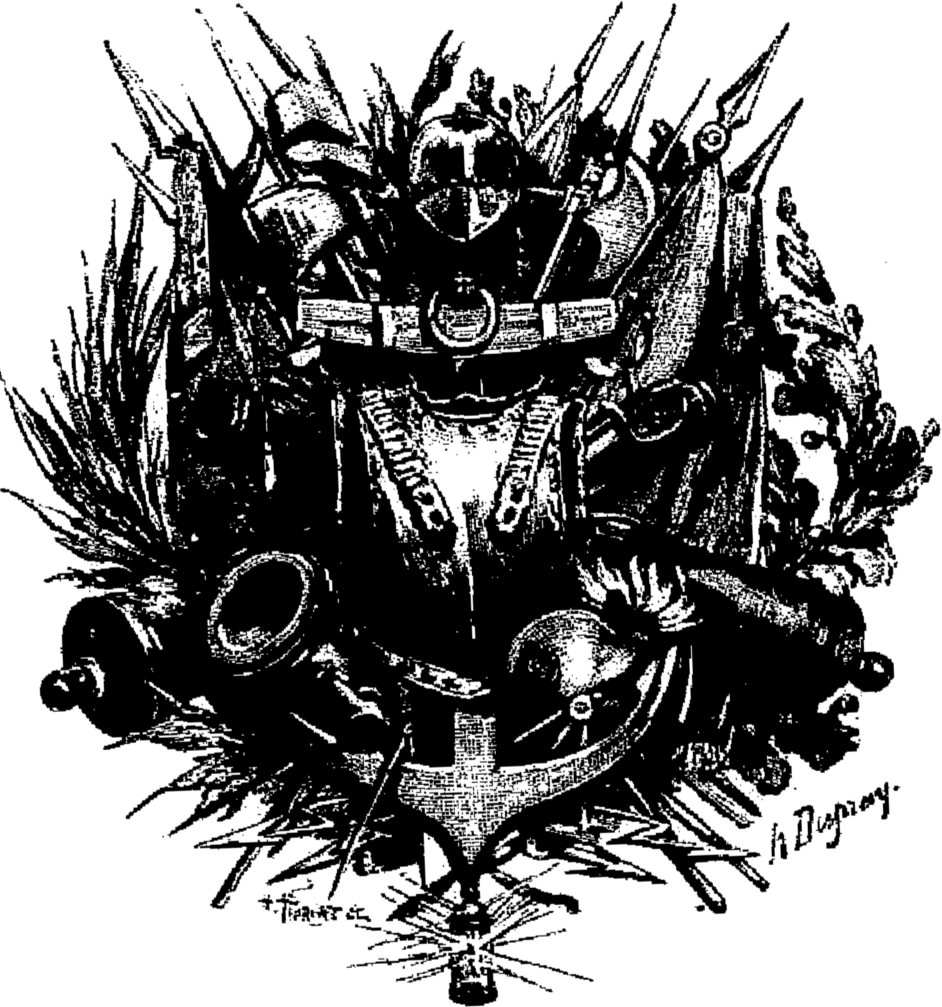
Armes de l'École Polytechnique, dessinées par Henri Dupray, gravées par Henri Thiriat, dans l'Histoire de l'École polytechnique de Gaston Pinet, Paris, 1887.

La première des traditions est le concours d'entrée, sorte de rite de passage. Il est suivi d'autres traditions, pour la plupart apparues avec le casernement de l'École en 1804 et qui ont évolué par la suite. Cependant, en 1968 les plus importantes traditions — comme le bahutage et le Code X — se sont perdues. De plus lors du transfert à Palaiseau en 1976 la direction déplaça le service militaire si bien que les promotions 1974 et 1975 ne se rencontrèrent pas. Ce changement, dû à une volonté d'éviter tout désordre lors du transfert, fort impopulaire parmi les élèves, amena la perte des dernières traditions. Néanmoins à partir de 1985 les traditions, en particulier le bahutage et la Khômiss, sont remises au goût du jour.
Les différentes traditions structurent le parcours du polytechnicien et permettent la construction d'une identité du groupe. « L’esprit de corps » des polytechniciens tend ainsi à constituer un véritable « État dans l’État ».
Une ancienne règle de savoir-vivre veut que le tutoiement soit de rigueur entre anciens élèves appartenant à des promotions de moins de dix ans d'écart, ou à l'initiative du plus ancien en cas d'écart supérieur,,.

## Incorporation
L'incorporation des élèves (autrefois appelée initiation, absorption, « bahutage », bizutage ou cryptage) puise ses origines dans la militarisation de l'École. En effet, dès la seconde année de casernement commença ce qu'on appelait alors l'initiation :

« Les anciens exigeant des conscrits (c'est le nom qu'on commença à leur donner, et il est resté) des témoignages de respect qu'ils imposèrent quelquefois par la force. Des questions baroques de science leur étaient adressées. On leur infligeait mille vexations, les huées, les arrosements, l'enlèvement et la destruction des effets de casernement, d'habillement ou d'étude, l'infection des chambrées, et surtout la bascule et les postes. Ces initiations couvraient du nom de jeu de véritables désordres ; elles ont occasionné plusieurs fois des voies de fait et des duels. Elles duraient ordinairement deux mois, de novembre à janvier, après lesquelles les anciens traitaient de pair avec les nouveaux. »

Sous la Restauration, l'administration voulut supprimer l'initiation, mais ne pouvant y parvenir elle choisit finalement de fermer les yeux sur ces pratiques. Si bien que les initiations devinrent alors publiques. Les initiations duraient deux mois, de novembre à janvier. Elles se terminaient par une cérémonie où étaient caricaturées les autorités de l'École. Vers 1840, malgré les inquiétudes du Préfet de police, les initiations continuèrent, mais sous le nom d'absorption. Puis en 1871 l'absorption, sans connaître de grand changement, devient « bahutage ». Il n'y eut pas de modification jusqu'en 1939. Les cérémonies essentielles étaient les « amphigueules » et la « séances des Cotes ». Au cours des amphigueules les conscrits subissaient les sarcasmes de leurs anciens (notamment des calembours sur certains patronymes), tandis que la séance des Cotes était l'occasion pour la Khômiss d'attribuer des notes et récompenses aux nouveaux arrivants (major et minor de promotion, plus petit et plus grand élève, plus vaniteux…). Cette séance était suivie par la lecture du Code X et la remise des tangentes. Une autre tradition était celles des monômes : les élèves étaient rassemblées et entraînés en file indienne dans une course effrénée à travers les bâtiments, cours et caves de l'École. Un parcours des égouts ou des catacombes s'effectuait dans des conditions similaires. Il était jalonné de postes de peintures, où la Khômiss passait toute la promotion à la couleur des anciens. Après la Seconde guerre mondiale, la durée du bahutage est réduite à moins d'une semaine et deux nouvelles traditions apparaissent : la déportation et la course au trésor. La déportation consistait à enlever un conscrit au cours de la nuit, à le transporter en voiture jusqu'à un point éloigné de l'École où il était abandonné et d'où il devait rentrer par ses propres moyens, avant l'appel du matin. La course au trésor était un jeu au cours duquel les conscrits, constitués en différentes équipes, devaient rapporter des objets hétéroclites et insolites demandés par un jury d'anciens. La fin du bahutage était marquée par un « magnan de la réconciliation », soirée amicale entre les deux promotions,.
Cette tradition a été interrompue de 1968 à 1985. En juin 1968, un projet amendé de bahutage pour octobre 68 fut adopté par la promotion 1967. Ce projet ne fut pas appliqué du fait de l’envoi de la promotion 1967 en écoles militaires d’application en octobre 1968. Le bahutage de la promotion 1968 se réduisit à une « visite » nocturne des sous-sols de l’école. Ainsi s’interrompit la tradition du bahutage. L'incorporation actuelle, remise en place progressivement à partir de 1985, est organisée par la Khômiss et la Kès. Elle s'inspire du cryptage tel qu’il existait sur la Montagne Sainte-Geneviève mais ne dure qu'une semaine. Elle commence par un premier gag qui égaye la première intervention du nouveau Commandant de Promotion. Ensuite vient la Nuit des Souterrains, adaptation de l’ancienne visite des catacombes parisiennes. Celle-ci consiste en une soirée complète, organisée par la Khômiss, et encadrée par les élèves. Au cœur de cette soirée les « très obligés successeurs» (TOS) font une visite des souterrains de l’École, entrecoupée d’un discours du GénéK et suivie du partage d’un verre de vin chaud au BôBar. En fin de semaine, une chasse au trésor est organisée dans Paris. Enfin, la Khômiss a adapté le parachutage (anciennement déportation) à l’incorporation d’aujourd’hui. Il s’agit maintenant pour le major de la filière MP et le minor de la filière PC de rejoindre le camp militaire de La Courtine par leurs propres moyens, depuis le lieu où ils ont été abandonnés par la Khômiss (Vintimille en 2011, le Jura ou Amsterdam les années précédentes).
Parallèlement à leur propre incorporation, les élèves de la nouvelle promotion se rendent dans leur ancienne prépa pour y causer des chahuts. Cette tradition remonte au moins à 1913. À l'époque cela avait lieu de nuit et les polytechniciens couvraient les murs et tableaux de grands X.

## Uniforme

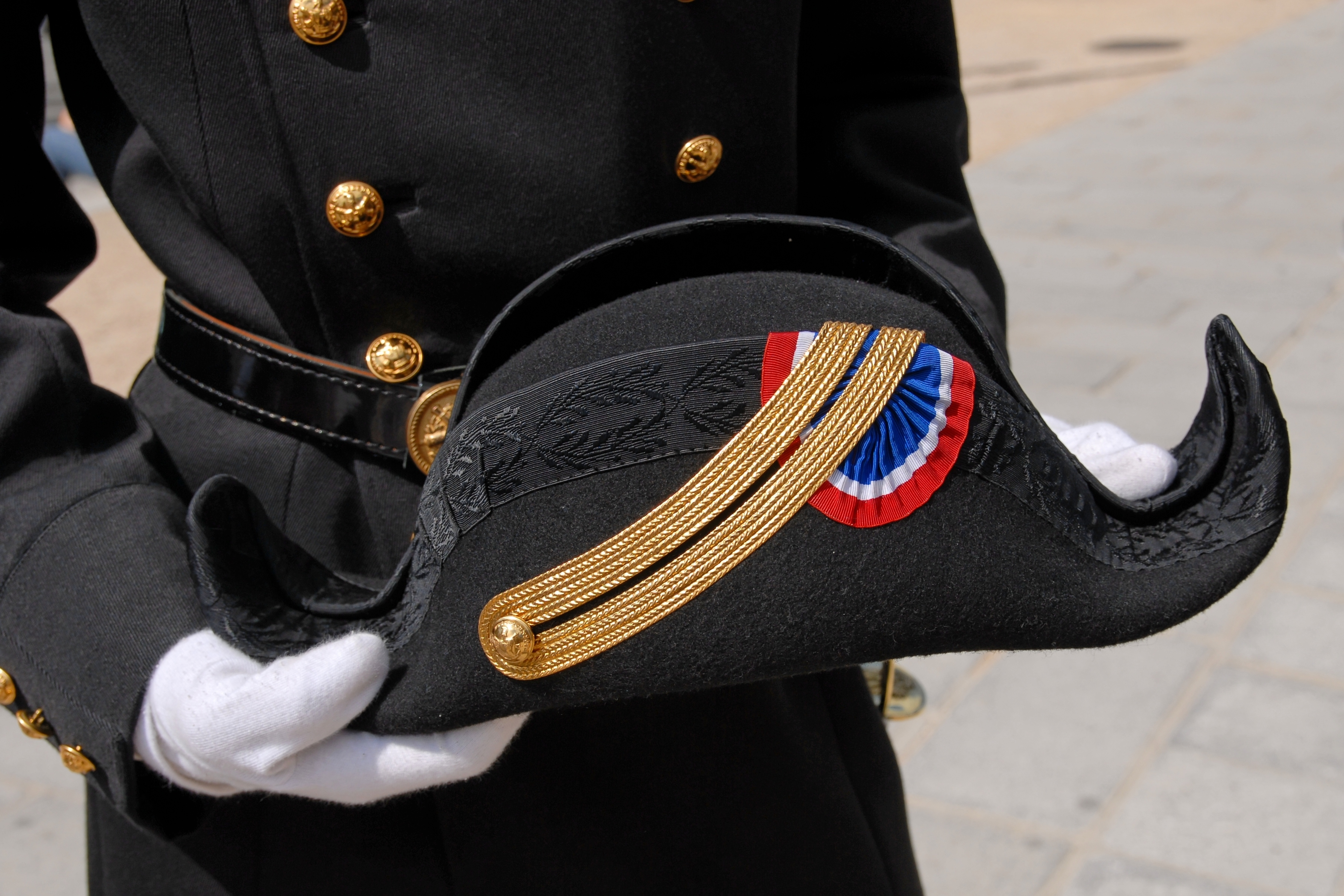
Bicorne

Tous les élèves ingénieurs (français ou non) possèdent un uniforme spécifique à l'X, appelé « Grand Uniforme » ou « GU », et réalisé sur mesure. Celui-ci comporte notamment un bicorne et une épée appelée « tangente ». Il est revêtu pour les cérémonies militaires et d'autres manifestations comme le bal de l'X. Les élèves ne portent plus l'uniforme lors des enseignements, sauf lors de conférences importantes où sont invités des intervenants extérieurs. Cet uniforme a connu de nombreuses évolutions au cours de l'histoire. L'uniforme actuel est confectionné par la société Balsan et coûte 1 300 €. Depuis l'entrée des femmes à l'École polytechnique en 1972 l'uniforme se décline en une version féminine. Les femmes portaient le tricorne jusqu'en 1996, date à partir de laquelle ce dernier fut remplacé par un bicorne identique à celui des hommes La jupe de l'uniforme féminin de 1972 évolue au fil des années jusqu'à être remplacée par un pantalon pour la promotion X2020.
Dans l'imaginaire populaire, l'École polytechnique est symbolisée par le Grand Uniforme et ses accessoires (bicornes et épée) et s'illustre notamment lors du défilé du 14 juillet.

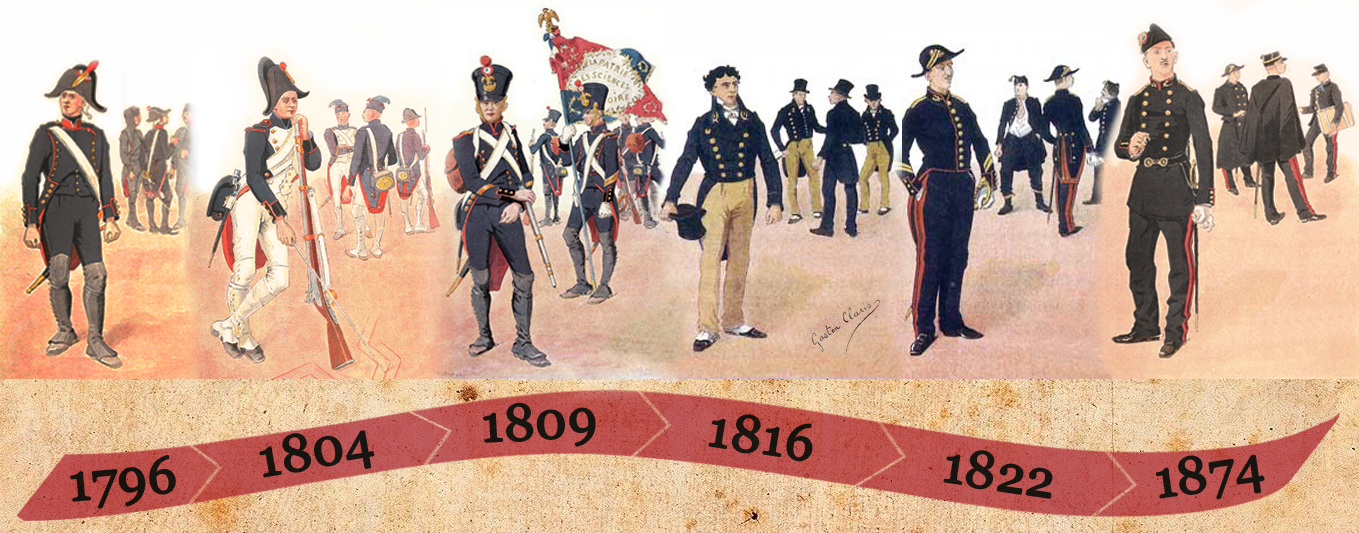
Évolution du Grand Uniforme de l'École polytechnique de 1796 à 1874.

À l'origine, les élèves sont assimilés aux gardes nationaux, sous la tutelle du ministère de l'Intérieur et doivent porter l'uniforme de canonnier de la garde nationale (chapeau à cocarde tricolore porté en bataille et sabre). Cependant, le manque de moyens ne leur permet pas de mettre cette mesure à exécution. Un décret de thermidor an IV (août 1796) prévoit l'uniforme suivant : habit à chasles fermé par cinq boutons, coupé à la française, veste et pantalon couleur bleu national et chapeau à trois cornes. Les élèves portent de 1804 à 1809 le premier type d'uniforme « Premier Empire » (chapeau à cocarde tricolore porté en bataille et sabre, plus fusil d’infanterie à baïonnette) et de 1809 à 1815 l’uniforme « Premier empire » (deuxième type) avec shako et sabre ou briquet ainsi que le fusil d’infanterie à baïonnette. Pendant la Restauration, ils portent le frac. Ils portent le haut-de-forme sous Louis XVIII et retrouvent l’uniforme militaire (habit de drap noir et bicorne porté en colonne – comme actuellement) sous Charles X. Les sergents portent alors seuls l’épée, puis tous les élèves à partir de 1830.

## Défilé du 14 Juillet
Pour un article plus général, voir Défilé militaire du 14 Juillet.

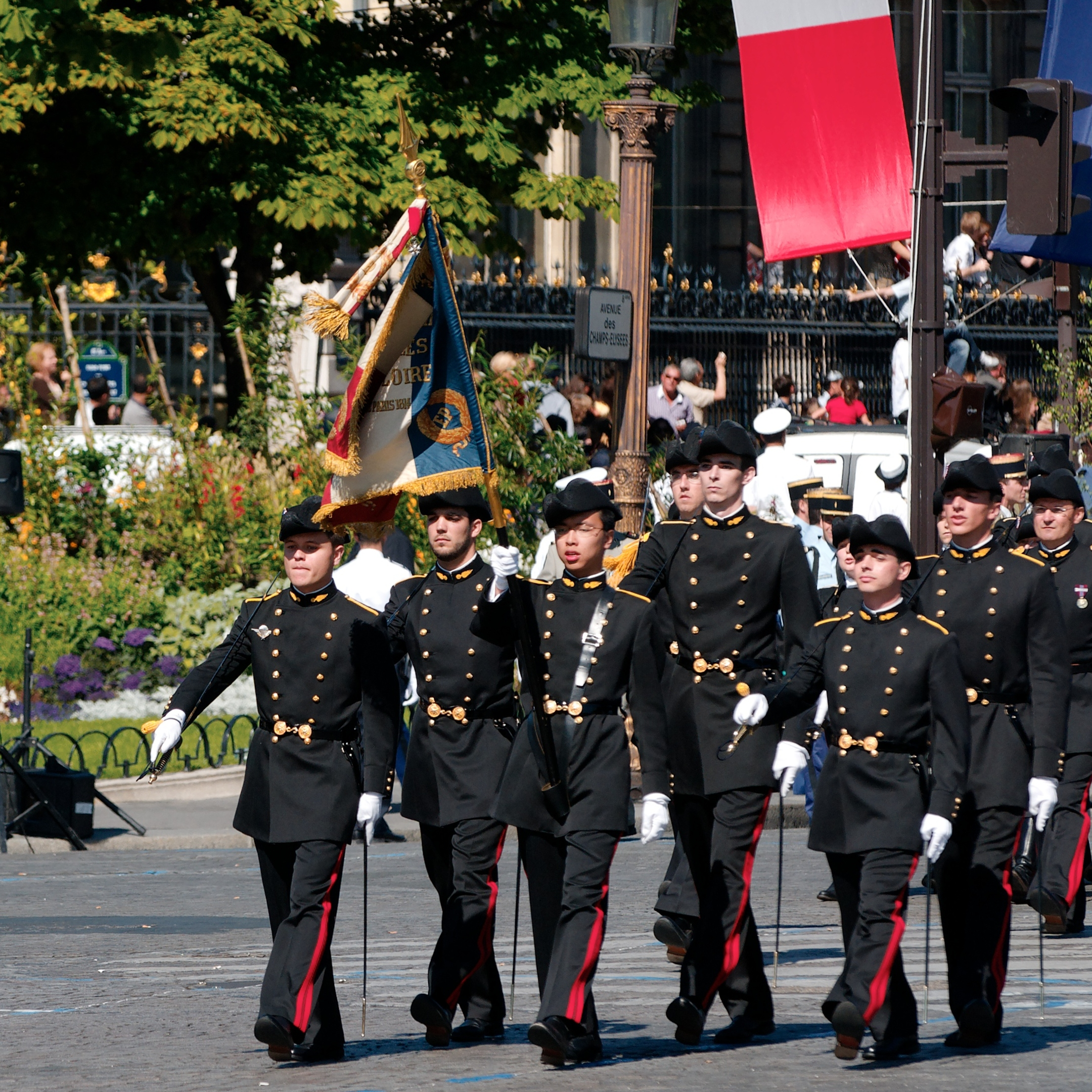
La garde au drapeau de l'École, lors du défilé militaire du 14 juillet 2008.

Une délégation d'élèves de l'École polytechnique défile le 14 Juillet en tête de l'Armée française sur les Champs-Élysées, et ce depuis la présidence de Sadi Carnot en 1887. Le chef de corps défile en tête d'une unité composée de 260 personnes. Jusqu'en 1994, ce défilé était l'occasion d'un gag, souvent en forme de clin d'œil à l'actualité. La tradition rapporte en outre que divers objets pouvaient être lâchés, dans le but de perturber la cadence des élèves de l'École spéciale militaire de Saint-Cyr, défilant juste derrière. L'encadrement met tout en œuvre pour empêcher ces perturbations et l'École des officiers de la gendarmerie nationale est désormais intercalée entre Saint-Cyr et l'X.
Parmi les gags de défilé du 14 juillet, on note en 1983 le port de lunettes de soleil par certains élèves ; en 1989, un lâcher de fumigènes tricolores ; en 1991, le port d'un bouquet de cresson au baudrier en hommage à Édith Cresson, Premier ministre de l'époque ; en 1992 le port d'un autocollant aux couleurs de l'Europe sur le bicorne à l'occasion du traité de Maastricht ; en 1994 le port d'un ruban rouge, symbole de la lutte contre le sida.

## Drapeau et devise

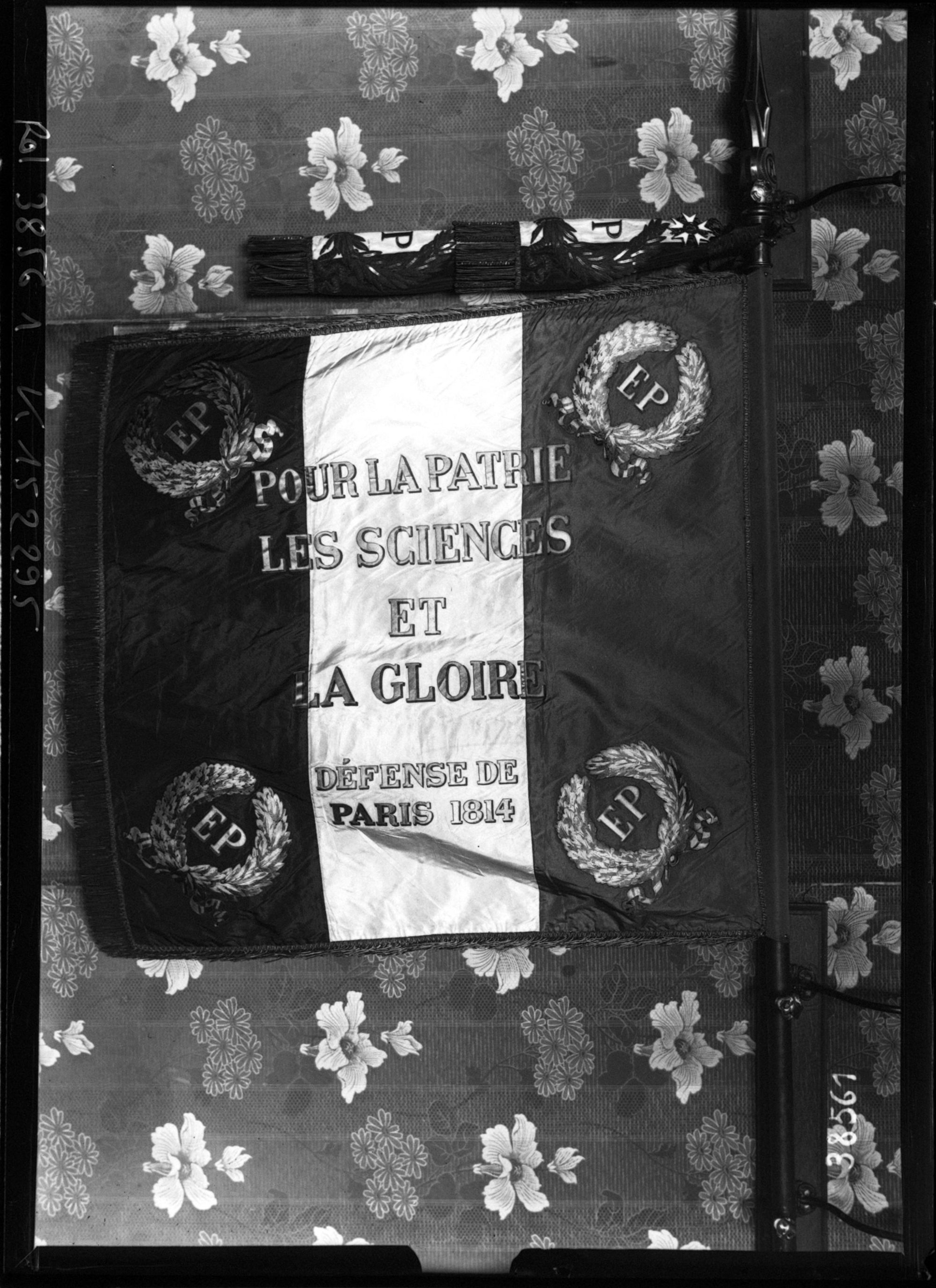
Envers du drapeau de l'École polytechnique.

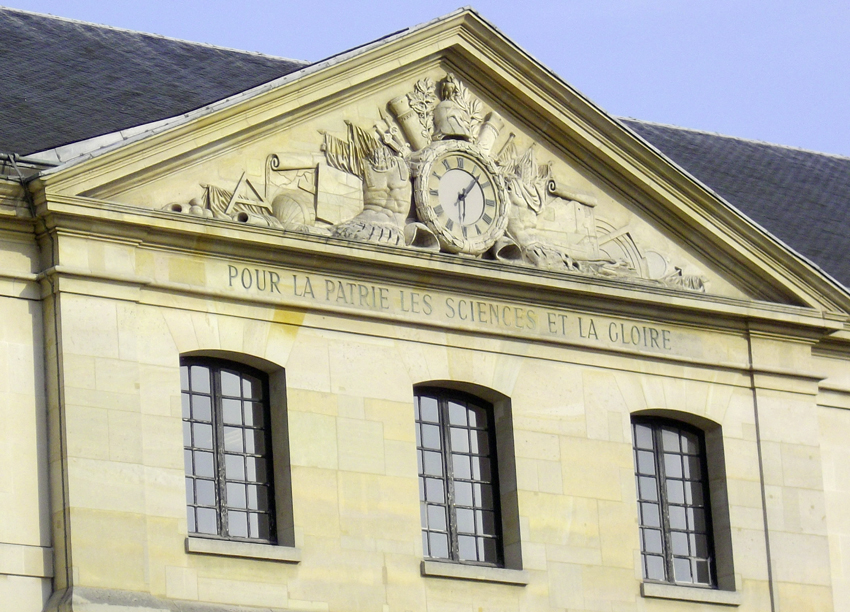
« Pour la patrie les sciences et la gloire », sur le fronton du pavillon Joffre, jardin Carré, Paris.

Le bataillon de l'École polytechnique reçut son drapeau au cours de la distribution des aigles au Champ-de-Mars le 5 décembre 1804. La tradition prétend qu'il fut remis à François Arago par Napoléon. Sur ce drapeau fut brodée la devise de l'École : « Pour la Patrie, les Sciences et la Gloire ». Depuis la bataille de Paris (31 mars 1814], le drapeau porte depuis, comme seul fait d'armes : « Défense de Paris, 1814 », un drapeau que les élèves brûlent solennellement dans la cour de l'École après que par l'ordonnance du 12 mai 1814, Louis XVIII a rétabli le drapeau blanc de la Monarchie. Le 23 mars 1901, dans la cour de l'École, est remis à l'élève Marcel Louis Jean Japiot (1879-1961), major de sa promotion, le second drapeau de l'École par Émile Loubet, président de la République, accompagné du général André, ministre de la Guerre,.
Le 22 avril 1914, les polytechniciens assistèrent, à Vincennes, à la remise des insignes de la croix de la Légion d'honneur à la hampe du drapeau de l'École, en présence du président de la République, Raymond Poincaré, du roi d'Angleterre George V et de la reine Mary, du ministre des Affaires étrangères britannique et de l'ambassadeur de Russie. Le 19 mai 1922, l'École reçut la décoration de la croix de guerre 1914-1918 avec la citation suivante : « l'École polytechnique, par la science et l'héroïsme des officiers qu'elle a formés, a contribué, de la façon la plus glorieuse, au succès de nos armes ; s'est montrée digne, au cours de la Grande Guerre, de son fier et noble passé. » En 1949, en présence du général Pierre Brisac, commandant l'École, M. René Pleven, ministre de la Défense nationale, épingla la croix de guerre 1939-1945 sur le drapeau de Polytechnique, en vertu d'une citation à l'ordre de l'armée du 21 novembre 1949 : « L'École polytechnique, fidèle à son prestigieux passé, a formé une pléiade de chefs qui, par leur haute culture, leur patriotisme et leur sens élevé du devoir ont, au cours de la guerre 39-45 compté parmi les meilleurs artisans de la libération et de la renaissance de la France ; a grandement contribué à la victoire au prix de multiples sacrifices, tant aux armées que dans la clandestinité et s'est ainsi acquis de nouveaux titres à la reconnaissance du pays. »
En octobre, soit quelques mois après l'arrivée de la nouvelle promotion à Palaiseau, a lieu la cérémonie de présentation au drapeau. Puis l'année suivante, en avril, a lieu la cérémonie de passation du drapeau.
Le drapeau dit "de Napoléon", fac similé ou original de celui remis en 1804, est conservé dans la salle des Conseils de l’École, en très mauvais état et sous verre. C'est devant lui que chaque jeune polytechnicien signe à son incorporation son contrat militaire, comprenant l'engagement de servir l'État pendant 10 ans.

## Couleurs
Deux promotions d'élèves ingénieurs se trouvent simultanément à l'École polytechnique, l'une étant une promotion « jône », l'autre « rôuje ». Il était autrefois possible de savoir à quelle promotion appartenait un élève en regardant la couleur du liseré de son uniforme d'intérieur : il était jaune pour ceux entrés une année impaire et rouge pour ceux entrés une année paire. Si les uniformes d'intérieur ont depuis longtemps disparu, l'habitude d'appeler jônes les élèves issus de promotions impaires et rôujes ceux de promotions paires s'est maintenue : la promotion d'un élève correspond à son année d’entrée à l'École, contrairement à de nombreuses autres écoles d'ingénieurs. Les deux couleurs rouge et jaune font désormais partie de l'identité de l'X et on les retrouve notamment sur le logo officiel de l'association des anciens de l'École. La couleur de la promotion quant à elle figure à l'intérieur du bicorne, sur le ruban sur lequel figure le matricule de l'élève, correspondant en général au classement d'entrée. Les élèves ayant fait partie de deux promotions successives (par exemple pour cause de redoublement) sont appelés « oranje » car à la fois jônes et rôujes.

## Patronage
La patronne de l'École est sainte Barbe, célébrée le 4 décembre, patronne des sapeurs-pompiers, des mineurs, des artilleurs et des sapeurs. La célébration de la sainte Barbe à l'Ancienne École marquait la grande réconciliation : la fin du bahutage d'une promotion par une autre.

## La Khômiss
La Khômiss est un groupe d'élèves qui existe depuis 1811-1812, malgré une éclipse entre 1966 et 1986,. Autrefois appelée « commiss », son nom vient de la « commission des cotes », après apocope et spécialisation orthographique, car la khômiss organisait la « séance des cotes » : cérémonie comique, qui mettait fin au bahutage et au cours de laquelle étaient attribuées des mentions telles que cote major, cote bébé, cote binette, etc. Elle est composée d'une dizaine de membres, les missaires (appelés pitaines aux XIXe et XXe siècles) qui agissent masqués d'une cagoule rouge (auparavant la cagoule était rouge ou jaune selon la promotion) et souvent armés d'une hache, à l'exception de leur chef, le GénéK, qui est élu par la promotion, porte un képi de général de corps d'armée. Ce dernier désigne ses missaires, chargés de perpétuer « le désordre et les traditions » : apprendre aux nouveaux les valeurs de l'École, exprimer les revendications des élèves lorsque les voies traditionnelles de requête ont échoué, égayer les cérémonies militaires (dont la présentation au drapeau et la passation du drapeau) et organiser les soirées de traditions (remise des bicornes et du Code X, remise des tangentes…). Ils organisent, conjointement avec la Kès, le JTX, le Styx et le BôBar, l'incorporation des élèves lors de la première semaine à Palaiseau,.

## Code X
D'après L'argot de l'X, publié cent ans après la création de l'École, le Code X est le « recueil de règlements établis par les élèves et qui, sous une forme plaisante, ont pour objet de maintenir intactes les traditions et la vieille réputation de l'École ». Il a été créé en 1852 mais est tombé en désuétude vers 1968. Réactualisé en 1999 par la Khômiss, bien que le code n'ait qu'un caractère moral, il est respecté pour l'essentiel par la majorité des élèves.

## Argot de l'X
Au fil des années s'est développé à l'École un argot donc voici quelques exemples :
| Argot    | Signification                      | Origine | Référence     |
| -------- | ---------------------------------- | --- | ------------- |
| Casert   | Logement des élèves                | Casernement | [ 42 ]        |
| Cocons   | Élèves de l'X d'une même promotion | Co-conscrit | [ 43 ]        |
| Magnan   | Restaurant des élèves              | Une magnanerie est un lieu d'élevage des vers à soie, donc des cocons, c'est-à-dire des élèves de l'X, cf. définition de « cocon » ci-avant. Il est néanmoins plus probable qu'en réalité Magnan tire initialement son nom de Jacques François Lemeignan, qui fut au XIXe siècle préposé aux vivres de l'intendance de l'École ; la théorie des cocons aurait cependant alors tout-à-fait pu stimuler l'adoption de ce nom, ou expliquer son orthographe. Une autre explication attribue l'origine à Fernand Magnan, (X1876), "amateur de bonne chère" et sans doute commissaire. | [ 44 ] [ 45 ] |
| Tangente | Épée du polytechnicien             | Elle se porte tangente aux bandes du pantalon | [ 46 ]        |